# Пуздосо (Бергамо)
Пуздосо је насеље у Италији у округу Бергамо, региону Ломбардија.
Према процени из 2011. у насељу је живело 9 становника. Насеље се налази на надморској висини од 1039 м.